# Can de Prat
Can de Prat és un monument del municipi de Santa Coloma de Farners (Selva) protegit com a bé cultural d'interès local.

## Descripció
A l'extrem del carrer Raval es troba aquesta gran casa amb jardí, planta baixa, dos pisos i coberta a laterals amb caiguda a la façana. La façana principal consta d'un portal d'entrada lateral rectangular amb impostes i una clau de pedra treballada amb la inicial "P" que correspon al primer propietari. La finestra de l'esquerra és geminada i segueix l'esquema d'impostes treballades. La resta d'obertures presenten guardapols, les de la planta principal donen a un balcó corregut i les de la planta superior tenen balcó cadascuna amb barana de ferro forjat. El ràfec de la coberta se sustenta per mènsules. La façana lateral té una gran galeria de dos pisos, el primer amb balustrada, i el segon amb barana de ferro colat. Les obertures són rectangulars senzilles i al capdamunt trobem una cornisa escalonada decorada amb rajoles vidriades verdes i uns frisos ornamentals de rajoles romboïdals de ceràmica blanca i blava. Als angles de la teulada trobem quatre grans pinacles decoratius.

## Història
El 21 de juliol de 1841 Narcís de Prat compra l'hort i el solar de l'antic convent i l'església de l'Hospital de Nostra Senyora de Bellver, una vegada els franciscans van ser desposseïts d'aquestes propietats amb la desamortització de l'any 1835, per construir-hi una casa.